# Orthotylus tenellus
Orthotylus tenellus är en insektsart som först beskrevs av Carl Fredrik Fallén 1807.  Orthotylus tenellus ingår i släktet Orthotylus, och familjen ängsskinnbaggar. Arten är reproducerande i Sverige.